# Luigi Platé
Luigi Platé (né le 3 septembre 1894 et mort le 16 décembre 1975) est un ancien pilote de course automobile italien.

## Biographie
Luigi Platé courut principalement sur circuit durant l'entre-deux-guerres. 
Il termina notamment second du Grand Prix de Tripoli 1925, sur Chiribiri modèle 12/16. 
Il disputa également quelques Grands Prix à la fin des années 1940, sur Maserati et Talbot.

## Palmarès
Victoires en catégorie Voiturettes, pour Chiribiri:
- Circuito del Savio 1925 (sur Chiribiri 12/16, 4e au général);
- Première Coppa Vinci 1925 (sur Chiribiri 12/16, 6e au général);
- Gran Premio di Tripoli 1926 (sur Chiribiri 12/16, 4e au général).